# Heterociklički aromatski spojevi
Heterociklički spojevi (grč. heteros = drugi + kyklos = krug) takva je vrsta spojeva koji u prstenu, osim atoma ugljika, sadrže i druge atome, najčešće dušika, kisika i sumpora. Poznati su od samih početaka organske kemije. Od svih poznatih organskih spojeva polovica su heterociklički, a od prirodnih spojeva više od polovice pripada skupini heterocikličkih spojeva. Toj skupini pripadaju mnogi lijekovi, antibiotici, alkaloidi, vitamini i dr. Heterociklički spojevi najčešće su prstenasti sustavi s pet ili šest članova. U prstenu može biti više heteroatoma. Priroda obiluje heterocikličkim spojevima sa sraštenim prstenovima, a posebno su važni indol i purin.
Svi su nabrojeni heterociklički spojevi planarni i sadrže 6 π-elektrona, pa prema tome pripadaju skupini aromatskih spojeva. Da bismo neki spoj mogli svrstati u aromatske spojeve, on mora biti ciklički, mora imati po jednu p-orbitalu na svakom atomu u prstenu, mora biti planaran ili približno planaran da se može postići neprekinuto preklapanje elktronskih oblaka p-orbitala u prstenu i mora imati (4n+2) π-elektrona u prstenastom razmještaju p-orbitala.